# Малишевский, Юзеф
Юзеф Малишевский (пол. Józef Maliszewski; 29 июня 1892, Ломжа, Ломжинская губерния, Царство Польское, Российская империя — 9 марта 1972, Закопане, ПНР ) — польский актёр театра и кино.

## Биография
В начале своей театральной карьеры выступал в Польском театре в Вильно, затем в Польском театре в Лодзи (1918—1919), затем на сценах Варшавы. 
Во время немецкой оккупации Варшавы работал в ресторане, затем на городской телефонной станции. После окончания войны выступал в театрах Люблина (1944–1945), Лодзи (1945–1949) и Варшавы (Польский театр (Варшава), 1949–1971).
Снимался в кино с 1928 года, сыграл в 15 кино- и телефильмах.
Умер на съёмках чехословацкого телесериала Duchovy luk.

## Награды
- Золотой Крест Заслуги (Польша) (1953 и 1955)
- Медаль «10-летие Народной Польши» (1955)
- С 1963 года – почётный член Союза польских театральных и кинодеятелей.

## Избранная фильмография
- 1928 — Пан Тадеуш — капитан Никита Рыков
- 1928 — Kropka nad i — режиссёр
- 1928 — Tajemnica starego rodu
- 1929 — Греховная любовь — Роман Гослицкий, муж Моники
- 1931 — Dziesięciu z Pawiaka — приговорённый
- 1932 — Год 1914 — Анджей, брат Анны
- 1936 — Барбара Радзивилл — примас Дзержговский
- 1937 — Ты, что в Острой светишь Браме... — ксёндз
- 1937 — Знахарь — защитник
- 1937 — Płomienne serca — военный капеллан
- 1938 — Ostatnia brygada — доктор
- 1946 — Запрещённые песенки — руководитель киностудии
- 1960 — Цена одного преступления — отец Хенрика
- 1965 — Домашняя война (телесериал) — в титрах не указан
- 1971 — Agent nr 1 — священник
- 1972 — Duchovy luk